# 清水良雄
清水 良雄（しみず よしお、1891年(明治24年)8月4日 - 1954年(昭和29年)1月29日）は洋画家、童画家。

## 人物

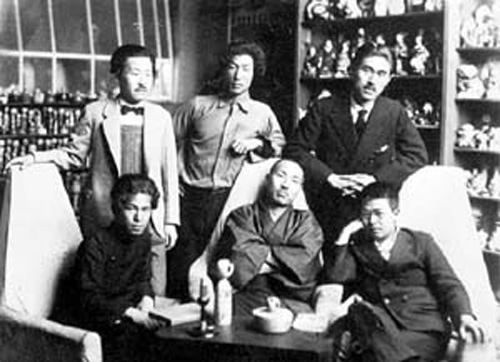
日本童画家協会の創設メンバー

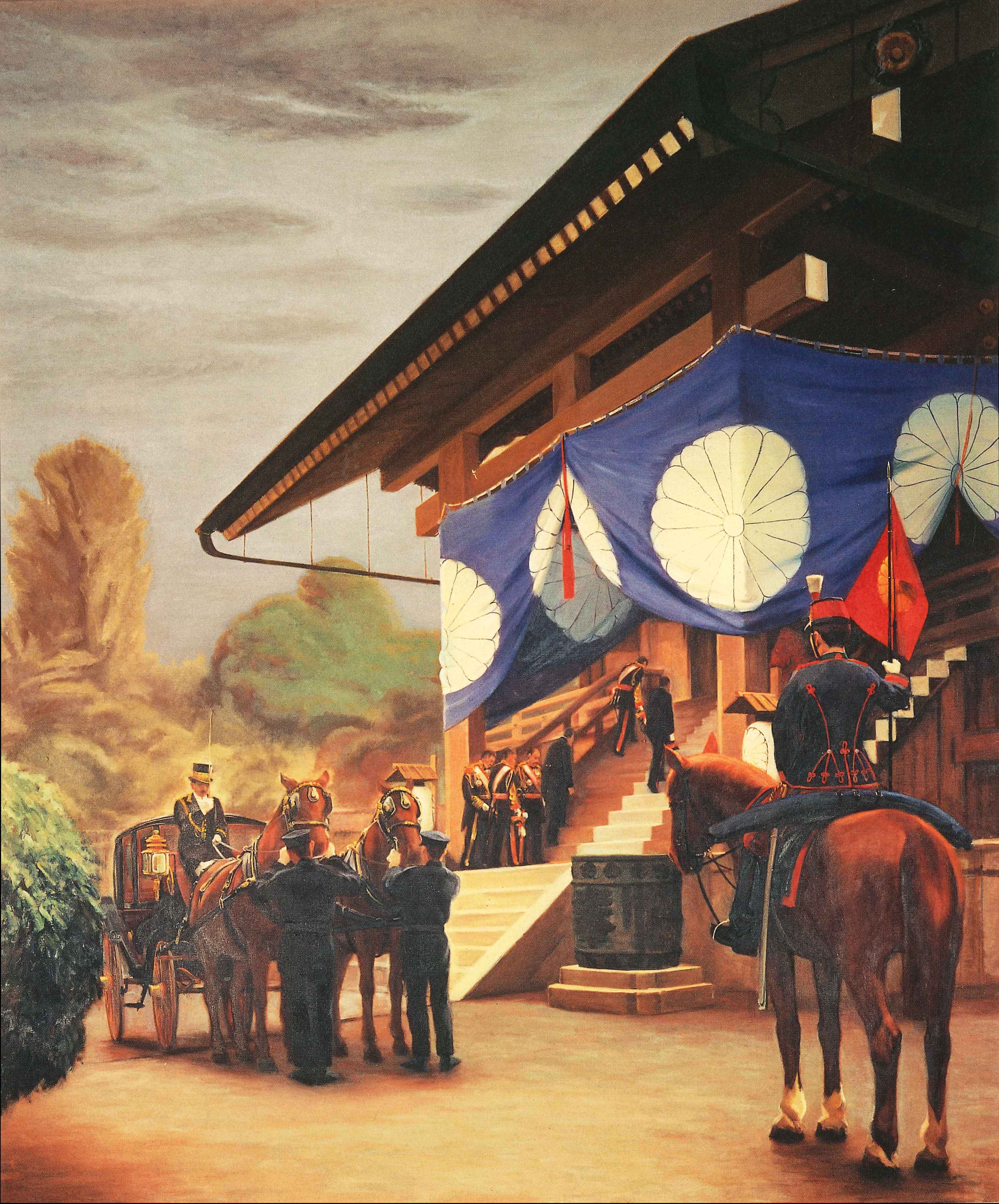
「靖国神社行幸」1929年

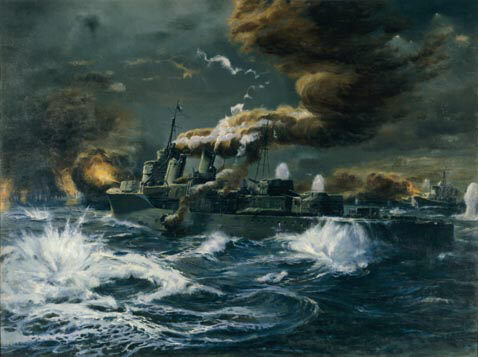
「ルンガ沖夜戦」1943年

東京都文京区本郷に生まれた。旧制京華中学校（現・京華高等学校）卒業、同級生で友人に日本美術研究家の丸尾彰三郎がいた。東京美術学校（現・東京藝術大学）西洋画科卒業。黒田清輝、藤島武二に師事する。在学中に文部省美術展覧会(現在の日展)に入選。　
大正の初め頃から挿絵を描く。鈴木三重吉が1918年（大正7年）7月に創刊した童話雑誌『赤い鳥』の挿絵を創刊号から描いた。特に表紙の絵は全196冊のうち163冊を描き、同誌のイメージを視覚的に広めるという大きな役割を果たした。

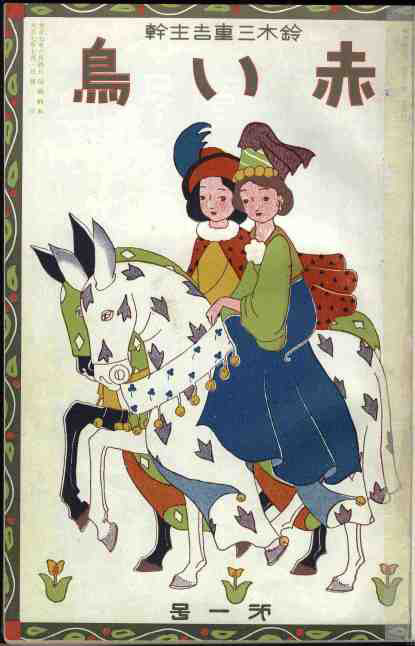
1918年(大正7年)創刊号表紙
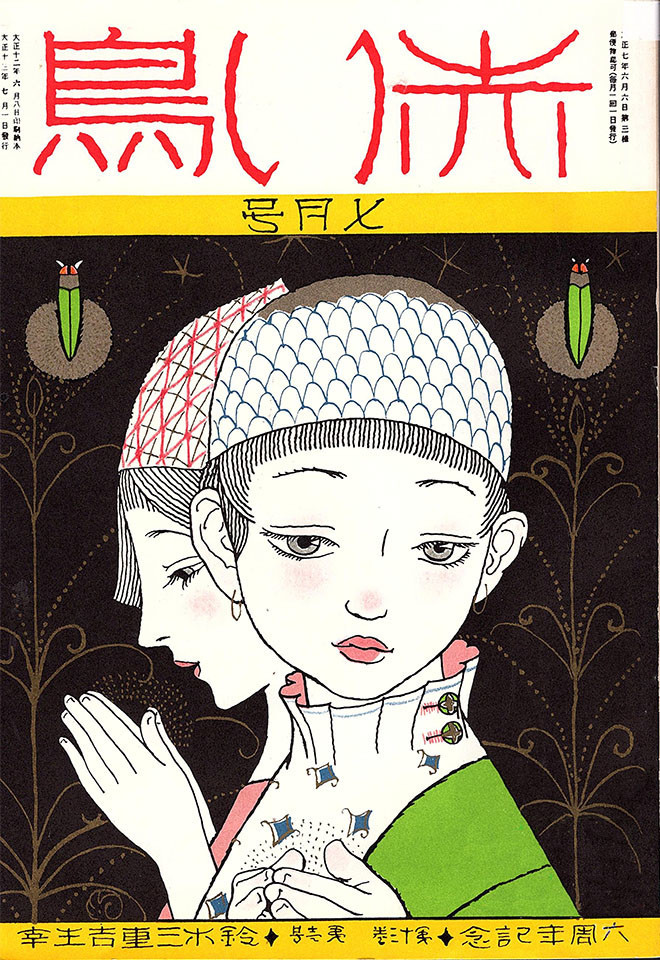
1924年(大正13年)7月刊 表紙「ほたる」
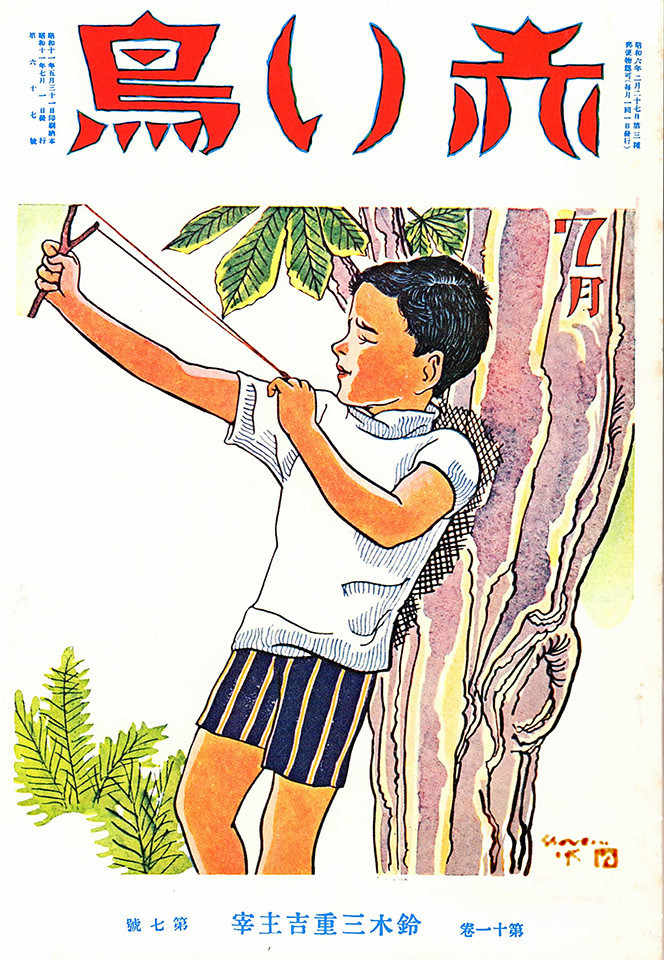
1939年(昭和11年)7月刊 表紙「パチンコ」

この他、児童雑誌『コドモノクニ』でも多くの作品を見ることができる。
1927年、初山滋、武井武雄、川上四郎、岡本帰一、深沢省三、村山知義、らとともに「日本童画家協会」結成。
戦時中に広島県芦品郡戸手村（現・福山市）に疎開。終戦後も東京へは戻らず広島で没した。墓所は多磨霊園(15-1-13)